# Hoplocryptus
Hoplocryptus is een geslacht van insecten uit de orde vliesvleugeligen (Hymenoptera) en de familie Ichneumonidae.

## Soorten
- H. affabilis (Provancher, 1877)
- H. albicollaris (Cresson, 1872)
- H. alboanalis (Uchida, 1952)
- H. barberi (Townes, 1962)
- H. bellosus (Curtis, 1837)
- H. besseianus (Seyrig, 1926)
- H. bohemani (Holmgren, 1856)
- H. byrsinus (Townes, 1962)
- H. centricolor (Aubert, 1964)
- H. confector (Gravenhorst, 1829)
- H. coxator (Tschek, 1871)
- H. egregius (Kokujev, 1909)
- H. femoralis (Gravenhorst, 1829)
- H. fugitivoides Schwarz, 2007
- H. fugitivus (Gravenhorst, 1829)
- H. heliophilus (Tschek, 1871)
- H. imitator (Provancher, 1877)
- H. linnae (Townes, 1962)
- H. magrettii (Kriechbaumer, 1893)
- H. melanocephalus (Gravenhorst, 1829)
- H. murarius (Borner, 1782)
- H. notatus (Provancher, 1874)
- H. nubecula (Townes, 1962)
- H. odoriferator (Dufour & Perris, 1840)
- H. ohgushii (Momoi, 1963)
- H. pini (Momoi, 1973)
- H. quadriguttatus (Gravenhorst, 1829)
- H. savioi Uchida, 1940
- H. scorteus (Momoi, 1968)
- H. sugiharai Uchida, 1936
- H. sumiyona Uchida, 1956
- H. tamahonis (Uchida, 1931)
- H. zoesmairi (Dalla Torre, 1902)